# والتر كلارك
والتر كلارك هو سياسي كندي، ولد في 17 يوليو 1890، وتوفي في 26 مارس 1987.